# Менютки
Менютки (бел. Мяню́ткі) — деревня в Молодечненском районе Минской области Беларуси. В составе Тюрлевского сельсовета. Является пригородом Молодечно. Расположено 47 хозяйств, 100 человек (2009).
12 июня 1958 года деревня Менютки передана в состав Тюрлевского сельсовета из Хожовского сельсовета.

## История
В XIX веке известна как деревня в составе Геленовского имения, в Молодечненской волости, Вилейского повета, 10 ревизских душ, владение помещика Василевского. В 1897 году в деревне 9 дворов, 52 жителя. В 1904 году деревня, 69 десятин земли, 52 жителя. 
С февраля до декабря 1918 года деревня оккупирована войсками кайзеровской Германии. С июля 1919 года до июля 1920 года, и с октября 1920 года — войсками Польши. С 1919 года в БССР. С 1921 года в составе Польши, в Молодечненской гмине. С 1939 года в БССР, с 12 октября 1940 года в Носиловском сельсовете. 
Во время Великой Отечественной войны с конца июня 1941 года до начала июля 1944 года оккупирована немецко-фашистскими захватчиками. С 20 сентября 1944 года в Молодечненской области. В составе Хожовского сельсовета. С 12 июня 1958 года в Тюрлевском сельсовете, с 20 января 1960 года в Минской области. 

## Транспорт

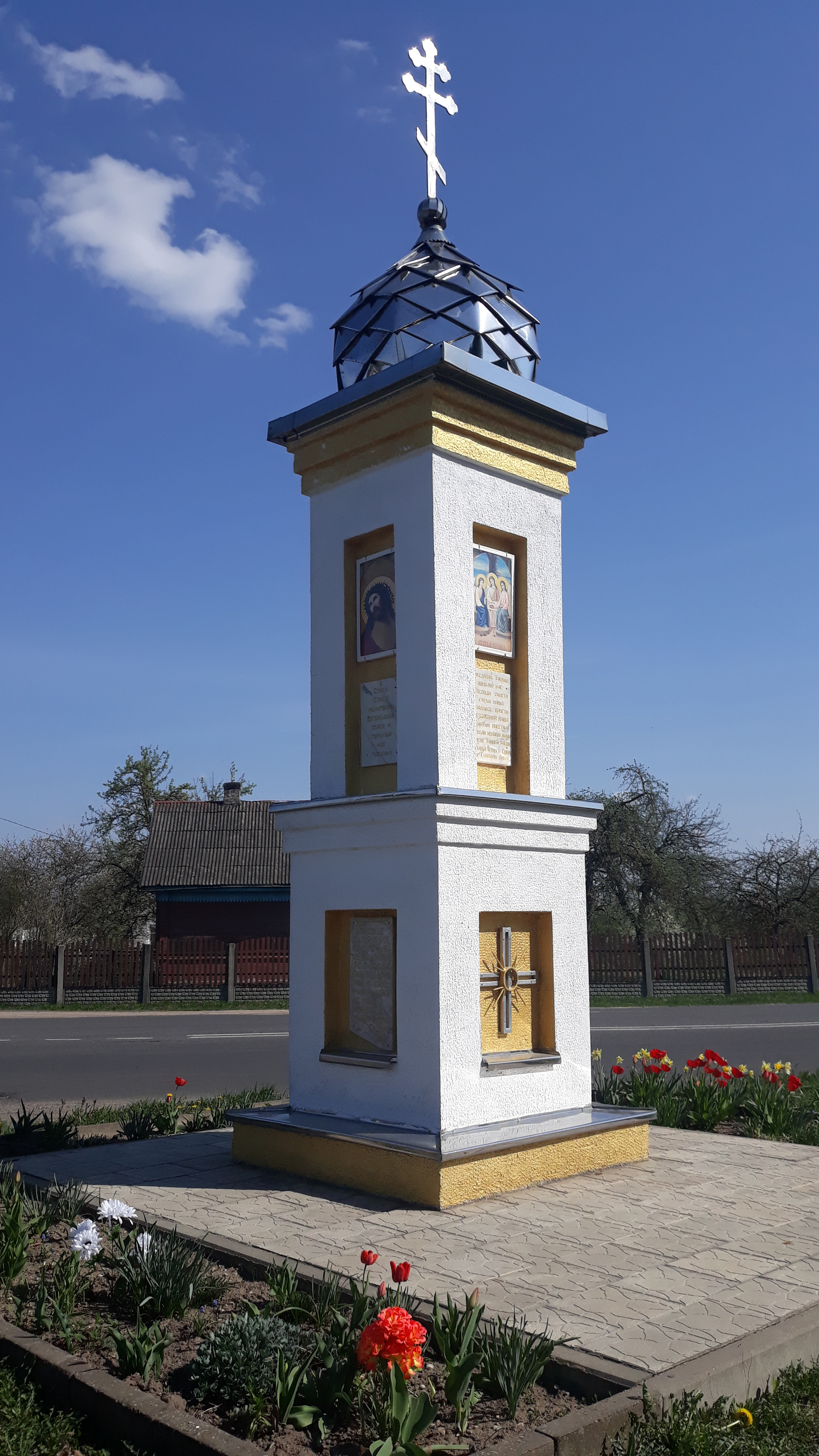
Придорожная часовня

Возле деревни проходит автомобильная дорога Р 56 (Молодечно — Воложин) На этой же дороге находится автобусная остановка. На ней останавливаются городские автобусы № 1, № 4 и № 17, а также проходят ряд пригородных автобусов.

## Население

### Численность
- 2009 год — 47 хозяйств, 100 жителей

### Динамика
- 1897 год — 9 дворов, 52 жителя
- 1999 год — 127 жителей
- 2009 год — 47 хозяйств, 103 жителей
- 2019 год — 95 жителей

## Достопримечательность
- Придорожная каплица (часовня)